# (33622) Sedigh
(33622) Sedigh est un astéroïde de la ceinture principale.

## Description
(33622) Sedigh est un astéroïde de la ceinture principale. Il fut découvert le 12 mai 1999 à Socorro (Nouveau-Mexique) par le projet LINEAR. Il présente une orbite caractérisée par un demi-grand axe de 2,57 UA, une excentricité de 0,09 et une inclinaison de 8,8° par rapport à l'écliptique.